# Filip Supančič
Filip Jakob Supančič, slovenski gradbenik, * 29. april 1850, Ljubljana, † 6. september 1928, Gradec, Avstrija.
Rodil se je kot sin zidarskega mojstra Jakoba Supančiča. Do leta 1868 se je izučil za zidarja in tesarja ter najprej delal na očetovih projektih, leta 1881 pa se je osamosvojil ter naslednje leto pridobil koncesijo za stavbeno obrt. Do začetka 20. stoletja je postal eden najpomembnejših ljubljanskih stavbenikov in vodil gradnjo številnih šol, stanovanjskih ter gospodarskih poslopij, med njimi poslopja Gimnazije Ledina, skoraj vseh hiš v današnji Tavčarjevi ulici, Oražnovega dijaškega doma idr. Gradil je tudi v Zagrebu in sodeloval pri gradnji železnice na slovenskem, na primer na dolenjski progi odsek med Ljubljano in Grosupljem ter na vrhniški progi.
Deloval je tudi pri Trgovinski in obrtni zbornici ter v Sokolskem društvu.  Leta 1913 si je s posinovitvijo pridobil ogrsko in leta 1919 na prošnjo še jugoslovansko državljanstvo.